# Montigny-sur-Vence
Montigny-sur-Vence è un comune francese di 225 abitanti situato nel dipartimento delle Ardenne nella regione del Grand Est.

## Società

### Evoluzione demografica
Abitanti censiti